# Éditions du PSI
Pour les articles homonymes, voir PSI.
 (mars 2025).
Les Éditions du PSI sont une maison d'édition française spécialisée dans les ouvrages informatiques. Créée en 1979 par Jean-Luc Verhoye, la société devint une filiale de Nathan en 1987 avant d'être reprise par Bordas en 1990. La société est alors dissoute et son catalogue intégré à celui des éditions Dunos, société filiale nouvellement recréé par le groupe Bordas (Dunod n'était alors qu'une marque de Bordas). L'absorption des Éditions du PSI permet à Dunod d'acquérir l'activité de traduction et de diffusion des ouvrages Microsoft Press, qu'elle perdra peu de temps après au profit des éditions Microsoft Press France, créées en 1992.

## Siège social
- En 1987 : au 5, place du Colonel-Fabien - 75491. Paris Cedex 10
- En 1988 : 6-10 boulevard Jourdan, 75014 PARIS
- En 1990 : (pour le service consommateurs, le "courrier lecteur") au 3, avenue Gallieni - 94257. Gentilly Cedex

## Titres
- 102 Programmes pour Amstrad par Jacques Deconchat, 1985